# Trupiál mexický
Trupiál mexický (Icterus prosthemelas) je pěvec z čeledi vlhovcovitých (Icteridae) a rodu Icterus. Vyskutuje se ve východní části Střední Ameriky. Jeho přirozeným prostředím jsou subtropické suché lesy a subtropické nebo tropické vlhké nížinné lesy.

## Ohrožení
Tento druh obývá velmi široký areál. Populace je velká a není ohrožena.